# Zemětřesení v Kašmíru 2005
Zemětřesení zasáhlo pákistánskou oblast známou jako Azad Kashmir v blízkosti města Muzaffarabád dne 8. října roku 2005 v 03:52 UTC. Otřesy napáchaly největší škody v pákistánských provinciích Gilgit-Baltistan a Khyber-Pakhtunkhwa. Síla zemětřesení byla 7,6 stupně Richterovy stupnice, což je srovnatelné se zemětřesením v San Franciscu v roce 1906 či zemětřesením na Sumatře z roku 2009. Podle čísel zveřejněných pákistánskou vládou zahynulo v Pákistánů 73,338 Pákistánců. Zemětřesení zasáhlo také okolní regiony. Otřesy byli cítit v Tádžikistánu, v západní Číně. Katastrofa si vyžádala 1,360 životů v Indických obyvatel Kašmíru a čtyři oběti v Afghánistánu.
Země obdržela 5,4 miliardy dolarů jako humanitární pomoc z celého světa. Americká armáda vyčlenila vybavení ze sousedního Afghánistánu a vyslala jej téměř okamžitě do postižených oblastí. Bylo otevřeno též 5 hraničních přechodů mezi Indií a Pákistánem v takzvané Line of Control (LOC), aby mohla humanitární pomoct se co nejrychleji dostat do postižených oblastí.

## Zemětřesení

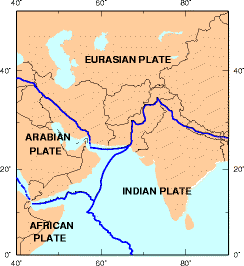
Mapa s vyobrazením tektonických desek v oblasti.

Tento pákistánský region leží v oblasti střetu Euroasijské a Indické tektonické desky. Geologická aktivita z tohoto střetu, která měla za následek také vznik Himálajského pohoří, je příčinou seismické nestability v tomto regionu.
Pákistánská meteorologické oddělení odhadlo velikost zemětřesení na 5,2 stupně Richterovy stupnice. Americká agentura pro geologický průzkum (USGS) odhadla sílu zemětřesení na 7,6. Epicentrum bylo u 34 ° 29'35 "N 73 ° 37'44" E, asi 19 kilometrů severovýchodně od Muzaffarabádu a 100 kilometrů na sever-severovýchod od hlavního města Islámábádu.
Několik dní po katastrofě byly v oblasti velmi časté sekundární otřesy, především severozápadně od původního epicentra. Hned první den po zemětřesení bylo zaznamenáno 147 sekundárních otřesů, kdy jeden z nich měl velikost 6,2 stupně Richterovy škály. 28 sekundárních otřesů mělo větší velikost než původní zemětřesení. Dne 19. října proběhla oblastí série silných otřesů. Epicentrum bylo asi 65 kilometrů severo-severozápadně od Muzaffarabádu, kdy jeden z otřesů měl velikost 5,8 stupně Richterovy škály. Od 27. října 2005 v oblasti bylo více než 978 sekundárních otřesů o síle 4,0 a více stupně Richterovy škály, ke kterým dochází až dodnes. Podle měření satelitů, horské části přímo v okolí epicentra vzrostly o několik metrů.

## Ztráty
Většina obětí byli právě Pákistánci. Celkem si pákistánské zemětřesení vyžádalo 74 698 životů. Některé odhady tvrdí, že obětí bylo dokonce 86 tisíc, to však vyvrátila Pákistánská vláda.
Sobota je v zemi normální školní den a tak většina dětí byla právě ve škole, když je zastihlo zemětřesení, a školní budovy je pod sebou pohřbily. A také to bylo v době měsíce Ramadánu a mnoho obětí právě spalo před svátečním jídlem. Některé zprávy říkají, že v severní části Pákistánu byly zničeny celá města a vesnice.
"... druhá, masivní vlna úmrtí nastane, když nezintenzivníme naše úsilí", výrok Kofi Annana, dne 20. října, kdy zdůraznil, že existuje mnoho oblastí, do kterých se pomoc zatím nedostala, a že v oblasti je přes 120 000 přeživších, kteří potřebují lékařskou péči, jídlo, čistou vodu a přístřeší.

### Oběti na Afghánském území
V Afghánistánu zemřeli na následky zemětřesení 4 lidé, včetně mladé dívky, které zemřela poté, co na ní ve městě Džalálábád spadla zeď. Otřesy byly cítit i v Kábulu, ale účinky zde byly minimální.

## Následky
Zemětřesení zdevastovalo velkou část severního Pákistánu a Pákistánci spravovanou část Kašmíru. Nejvíce bylo poškozeno město Muzaffarabád. Nemocnice, školy, záchranné služby, policie a ozbrojené síly byly ochromeny. Velká část infrastruktury a komunikace byla poničena.
Obrovská vnitrostátní a mezinárodní humanitární solidarita zaručila v prvotních fázích záchranných operací rychlý nástup potřebných jednotek.
Roku 2006, vláda Pákistánu organizovala konferenci dárců s cílem vybírat peníze pro obnovu a rozvoj postižených oblastí. Bylo vybráno celkem 6,2 miliardy dolarů. Menší část vybraných peněz šla do vládního armádního orgánu ERRA. Tento orgán je velmi kritizován za luxusní nevývojové výdaje a falešné statistiky. Do praktické rekonstrukce oblastí se zapojilo především Turecko, Japonsko, Saúdská Arábie a Spojené arabské emiráty. OSN, USA a Spojené království byly kritizovány, že se zaměřili na teoretickou pomoc a hlavně na školení pracovníků, místo, aby pomohli například s rozvojem infrastruktury. Základní infrastruktura, včetně terciárních služeb stále nedosáhla takové úrovně jako byla před zemětřesením.